# Nagy Károly Zsolt
Nagy Károly Zsolt (1973. november 7. –) az MTA Bölcsészettudományi Kutatóközpont Néprajztudományi Intézet kutatója, antropológus, református teológus, fotográfus.

## Kutatási területei
református vallási identitás, teológiai antropológia, html-etnográfia, interaktív / kollaboratív etnográfia, fotóantropológia.

## Munkássága
A Debreceni Református Kollégium Gimnáziumban érettségizett, majd 1993-ban fényképész szakvizsgát tett Miskolcon, a Szemere Bertalan Szakközépiskolában. 1994-től a Sárospataki Református Teológia hallgatója lett, majd 2000-ben református lelkészként végzett. 1999-től 2004-ig a Miskolci Egyetem BTK Kulturális és Vizuális Antropológia szakára járt. A történeti ikonográfia mellett elsősorban a lokális identitás kérdésköre, a lokalitás teremtésének folyamatai, a kitalált hagyományok, illetve az identitás vizuális reprezentációjának technikái foglalkoztatják. 2005-től munkatársa  Magyar Tudományos Akadémia Néprajzi Kutatóintézetének (ma MTA BTK Néprajztudományi Intézet).2006-ban kezdte meg tanulmányait a PTE BTK Nyelvtudományi Doktori Iskola Kommunikáció Doktori Programján. 2007-től állandó munkatársa annak az interdiszciplináris kutatócsoportnak, mely előbb Széchényi Pál érsek, majd Szent László koponyaereklyéjének és a mosonmagyaróvári katakombaszentek múmiáinak tudományos vizsgálatait végezte. 
Oktatott a Miskolci Egyetemen, s a Sárospataki Református Teológián is. 2013 tavaszától a Magyarországi Református Egyház Egyház-Szociológiai Szakértői Bizottságának tagja. Tagja az MTA Miskolci Akadémiai Bizottság Művészettörténeti Munkabizottságának, alapító tagja az Aldebaran Kutatóműhely Egyesületnek és a Kunt Ernő Képíró Műhely Egyesületnek. Jelenleg feleségével és három gyermekével Sárospatakon él.

## Legfontosabb publikációk
- 2002 Orbis sensualium pictus - A Látható Világ lefestve. Joh. Amos Comenius művének s különböző kiadásainak összehasonlításából nyert néhány tanulság. Egyháztörténeti Szemle. 3. évf. 1. sz. , 69-82. p.
- 2005 A fotóantropológia és az antropológiai fotó lehetőségei a "digitális képi forradalom" korában. Tabula, 8. évf., 1. sz. 91-110. p.
- 2005, [2006] „A tulipán... az nagyon erősen motivál!” Adalékok a homrogdi fazekasság kialakulásának történetéhez. In Fejős Zoltán – Frazon Zsófia (szerk.): Jelentésteli tárgyak.  Budapest: Néprajzi Múzeum. /MaDok-füzetek 3./
- 2006a Napfelkelte Homorogdon. Hatalom, kultúra és közösség összefüggései egy csereháti falu identitás-konstrukciós folyamataiban. In Hoppál Mihály (főszerk.) – Vargyas Gábor (szerk.): Ethno-lore. Az MTA Néprajzi Kutatóintézete Évkönyve. Budapest: Akadémiai Kiadó, 193–225. p.
- 2006 Interaktív etnográfia. Tabula 9. évf., 2. sz., 333-350. p. valamint a szám CD-ROM melléklete.
- 2007a Homrogd nem volt, hanem… Egy csereháti falu identitáskonstrukciós folyamatainak dilemmái.  In Wilhelm Gábor (szerk.): Hagyomány és eredetiség. Budapest: Néprajzi Múzeum,  217-225. p. /Tabula könyvek 8./
- 2007b Micsoda ez? Bölcselkedni. A beavatásmotívum Comenius Orbis pictusában. In Pócs Éva (szerk.): Maszk, átváltozás, beavatás. Vallásetnológiai fogalmak tudományközi megközelítésben. Budapest: Balassi Kiadó, 565-589. p. /Tanulmányok a transzcendensről 5./
- 2007c Verbális, mentális és reális képek egy lokális közösség identitás-konstrukciójában. In Szemerkényi Ágnes (szerk.): Folklór és Vizuális kultúra. Budapest: Akadémiai Kiadó, 52-69. p.
- 2007 Tod und Trommel. Sárospataki Füzetek 11. évf., 2. sz., 147-160. p.
- 2007 Interaktív etnográfia. Etnográfiai hipermediáis elemző-környezet. [online][3]
- 2009 A hit ábécéje. A biblikus világkép vizuális reprezentációi a 16-18. századi Európában - az ábécés könyvek példája. Egyháztörténeti Szemle, 10. évf. 2009. 2. sz. 77-94. p.
- 2009a Háló. In Bali János - Turai Tünde (szerk.): Élet/út/írások - Szilágyi Miklós) tiszteletére. Budapest: MTA Néprajzi Kutatóintézet - ELTE BTK Néprajzi Intézet,  418-423. p.
- 2009b Max Weber Protestáns etikájának recepciója a magyar református teológiában a második világháború előtt. In Hoppál Mihály (főszerk.) - Berta Péter (szerk.): Ethno-lore. A Magyar Tudományos Akadémia Néprajzi Kutatóintézetének Évkönyve. XXVI. Budapest: MTA Néprajzi Kutatóintézet, 239-261. p.
- 2009c Dunamellék - A lélek ereje a statisztikákban. In Farbaky Péter - Kiss Réka (szerk.): Kálvin hagyománya - Református kulturális örökség a Duna mentén. A Budapesti Történeti Múzeum kiállítási katalógusa. Budapest: Budapesti Történeti Múzeum, 134-139. p.
- 2010 HTML-etnográfia – a fotó mint az etnográfia eszköze, tárgya és módszere. In Bali János – Báti Anikó – Kiss Réka (szerk.): Inde Aurum – Inde Vinum – Inde Salutem. Paládi-Kovács Attila 70. születésnapjára. Budapest, ELTE BTK Tárgyi Néprajzi Tanszék – MTA Néprajzi Kutatóintézet, 491-512. p.
- 2010 A látás iskolája. A vizuális tudásátadás elemi szintje a 17-18. századi ábécéskönyvekben. Ethno-lore 27, 47-86.
- Tóth Vilmos: A salgótarjáni utcai zsidó temető; fénykép Nagy Károly Zsolt; Nemzeti Örökség Intézete, Bp., 2014